# ریپلی (میسیسیپی)
ریپلی (به انگلیسی: Ripley) شهری در ایالت میسیسیپی کشور ایالات متحده آمریکا است که جمعیت آن در سرشماری سال ۲۰۱۰ میلادی، ۵٬۳۹۵
نفر بوده‌است.